# Поду Шкиопулуј (Вранча)
Поду Шкиопулуј (рум. Podu Șchiopului) насеље је у Румунији у округу Вранча у општини Нисторешти. Oпштина се налази на надморској висини од 499 m.

## Становништво
Према подацима из 2002. године у насељу је живело 360 становника, од којих су сви румунске националности.